# Cyanippe
Dans la mythologie grecque, Cyanippe ou Cyanippos (en grec ancien Κυάνιππος/Kuánippos) est un roi d’Argos, fils d’Égialée et de Cométho.
À moins que le texte ne soit corrompu, Apollodore le dit fils d’Adraste, et donc frère d’Égialée. Tzétzès et Tryphiodore le comptent parmi les guerriers présents dans le cheval de Troie. Selon Pausanias, il meurt sans descendance, et sa part de la couronne d’Argos revient à Cylarabès

## Sources
- Pausanias, Description de la Grèce [détail des éditions] [lire en ligne] (II, 18, 4 et 5 ; II, 30, 10).
- Pseudo-Apollodore, Bibliothèque [détail des éditions] [lire en ligne] (I, 9, 13).
- Tzétzès, Posthomerica, v. 142 et suiv.
- Tryphiodore, Prise de Troie [détail des éditions] (lire en ligne) (v. 159 à 161).